# Hugh Adcock
Hugh Adcock (Coalville, 10 aprile 1903 – Coalville, 16 ottobre 1975) è stato un calciatore inglese, di ruolo attaccante.

## Statistiche

### Cronologia presenze e reti in nazionale
| Cronologia completa delle presenze e delle reti in nazionale ― Inghilterra | Cronologia completa delle presenze e delle reti in nazionale ― Inghilterra | Cronologia completa delle presenze e delle reti in nazionale ― Inghilterra | Cronologia completa delle presenze e delle reti in nazionale ― Inghilterra | Cronologia completa delle presenze e delle reti in nazionale ― Inghilterra | Cronologia completa delle presenze e delle reti in nazionale ― Inghilterra | Cronologia completa delle presenze e delle reti in nazionale ― Inghilterra | Cronologia completa delle presenze e delle reti in nazionale ― Inghilterra |
| Data                                                                       | Città                                                                      | In casa                                                                    | Risultato                                                                  | Ospiti                                                                     | Competizione                                                               | Reti                                                                       | Note                                                                       |
| -------------------------------------------------------------------------- | -------------------------------------------------------------------------- | -------------------------------------------------------------------------- | -------------------------------------------------------------------------- | -------------------------------------------------------------------------- | -------------------------------------------------------------------------- | -------------------------------------------------------------------------- | -------------------------------------------------------------------------- |
| 9-5-1929                                                                   | Colombes                                                                   | Francia                                                                    | 1 – 4                                                                      | Inghilterra                                                                | Amichevole                                                                 | -                                                                          |                                                                            |
| 11-5-1929                                                                  | Forest                                                                     | Belgio                                                                     | 1 – 5                                                                      | Inghilterra                                                                | Amichevole                                                                 | -                                                                          |                                                                            |
| 15-5-1929                                                                  | Madrid                                                                     | Spagna                                                                     | 4 – 3                                                                      | Inghilterra                                                                | Amichevole                                                                 | -                                                                          |                                                                            |
| 19-10-1929                                                                 | Belfast                                                                    | Irlanda del Nord                                                           | 0 – 3                                                                      | Inghilterra                                                                | Amichevole                                                                 | -                                                                          |                                                                            |
| 20-11-1929                                                                 | Londra                                                                     | Inghilterra                                                                | 6 – 0                                                                      | Galles                                                                     | Amichevole                                                                 | 1                                                                          |                                                                            |
| Totale                                                                     |                                                                            | Presenze                                                                   | 5                                                                          |                                                                            | Reti                                                                       | 1                                                                          |                                                                            |

## Palmarès

### Club

#### Competizioni nazionali
- Second Division: 1

Leicester: 1924-1925